# Choanozoa
I coanozoi (Choanozoa), dal greco antico: χόανος (chóanos) = "imbuto" e ζῶον (zôon) = "animale" è il nome di un clade di eucarioti che comprende i coanoflagellati e gli animali.
I coanoflagellati presentano caratteristiche simili ai metazoi e sono di grande interesse per i biologi che studiano l'evoluzione degli animali, sebbene la monofilia del gruppo non sia riconosciuta universalmente. In particolare, grande somiglianza si osserva tra i coanoflagellati e i coanociti (cellule impiegate nella nutrizione) delle spugne, ritenute le forme animali più basali.